# Królowie Ailechu

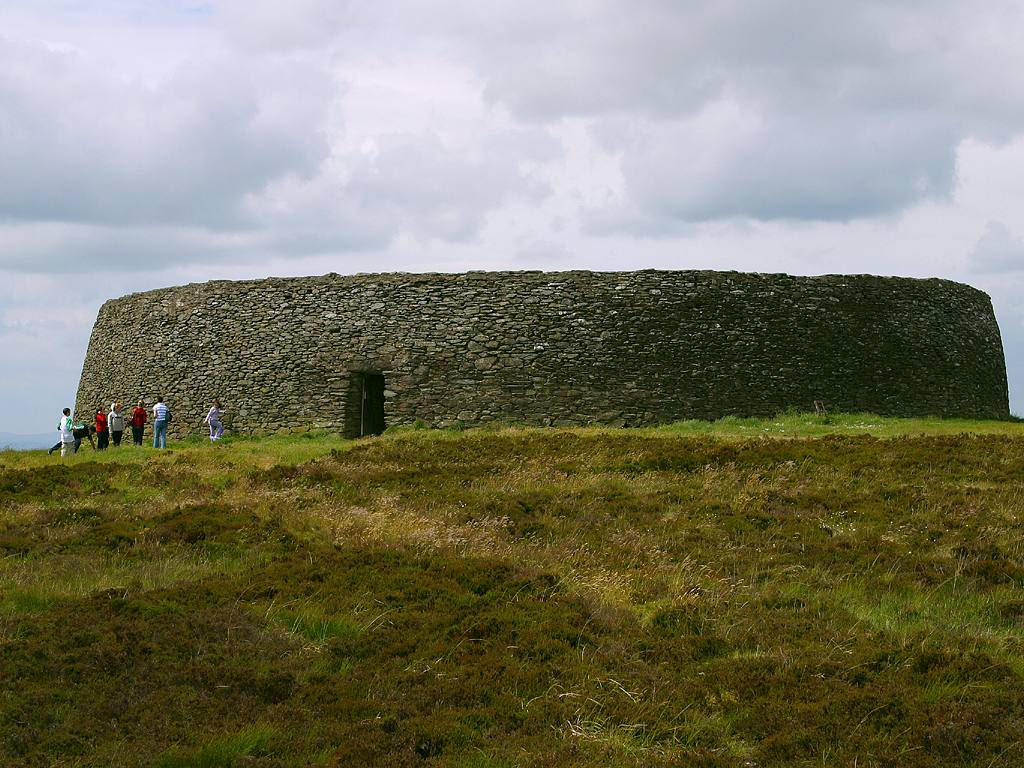
Wygląd zewnętrzny Grianan Aileach, hr. Donegal; królewski fort królestwa Ailechu

Królowie Ailechu – średniowieczni irlandzcy władcy, należący do rodu Północnych Uí Néill, w północno-zachodnim Ulsterze. Ich państwo wzięło nazwę od Grianán Ailech (irl. Grianán Ailigh), fortu na wzgórzu Greenan w obecnym hr. Donegal. Założycielem królestwa był Eógan I mac Néill, od którego wywodziła się nazwa państwa Tír Eógain oraz potomstwa, Cenél nEógain.

## Królowie Ailechu ok. 425-1185
Dynastia Północnych Uí Néill
- Eógan I mac Néill (ok. 425-465/6) [syn Nialla I od Dziewięciu Zakładników, arcykróla Irlandii]
- Muiredach mac Eógain (466-480) [syn]
- Muirchertach I mac Muiredaig (480-534; arcykról Irlandii od 507) [syn]
- Fergus mac Muirchertaig (534-566; arcykról Irlandii od 565) [syn]
- Domnall I Ilchelgach (koregent 534-566; arcykról Irlandii z bratem od 565) [brat]
- Báetán mac Muirchertaig (566-572 arcykról Irlandii od 569) [brat]
- Eochaid mac Domnaill (koregent 566-572; arcykról Irlandii ze stryjem od 569) [syn Domnalla I]
- Colgú mac Domnaill (572-580) [brat]
- Colmán Rímid (Sławny) (580-604; arcykról Irlandii od 598) [syn Báetána]
- Áed I Uaridnach (604-612; arcykról Irlandii od 604) [syn Domnalla I]
- Suibne Menn mac Fiachna (612-628; arcykról Irlandii od 615) [prawnuk Muichertacha I]
- Máel Fithrich mac Áedo (628-630) [syn Áeda I]
- Ernaine mac Fiachnai (630-636) [brat Suibne’a]
- Crundmáel mac Suibni (636-660) [syn Suibne’a]
- Ferg mac Crundmail (660-668) [syn]
- Máel Dúin I mac Máele Fithrich (668-681) [syn Máel Fithricha]
- Flann Finn mac Máele Tuile (681-693; abdykował, zmarł 700?) [wnuk Crundmáela]
- Urthuile mac Máele Tuile (693-700; usunięty) [brat]
- Fergal I mac Máele Dúin (701-722; arcykról Irlandii od 710) [syn Máel Dúina I]
- Áed II Allán (Przystojny) (722-743; arcykról Irlandii od 734) [syn]
- Niall I Frossach (od Deszczów) (743-770; arcykról Irlandii 763-770; abdykował, zmarł 778) [brat]
- Máel Dúin II mac Áedo (770-788) [syn Áeda II]
- Áed III Oirdnide (Dostojny) (788-819; arcykról Irlandii od 797) [syn Nialla I]
- Murchad I mac Máele Dúin (819-823; usunięty) [syn Máel Dúina II]
- Niall II Caille (823-846; arcykról Irlandii od 833) [syn Áeda III]
- Máel Dúin III mac Áedo (846-przed 855; abdykował?, zmarł 867) [brat]
- Áed IV Finnliath (Białowłosy) (przed 855-879; arcykról Irlandii od 862) [syn Nialla II]
- Murchad II mac Máele Dúin (879-887) [syn Máel Dúina III]
- Flaithbertach I mac Murchado (887-896) [syn]
- Domnall II mac Áedo (887-915) [syn Áeda IV]
- Niall III Glúndub (Czarne Kolano) (896-919; arcykról Irlandii od 916) [brat]
- Flaithbertach II mac Domnaill (916-919) [syn Domnalla II]
- Fergal II mac Domnaill (919-938) [brat]
- Muirchertach II mac Néill (938-943) [syn Nialla III]
- Domnall III ua Néill (943-956; abdykował; arcykról Irlandii 956-980) [syn]
- Flaithbertach III mac Muirchertaig (koregent 943-949) [brat]
- Flaithbertach IV mac Conchobair (956-962) [wnuk Domnalla II]
- Tadg mac Conchobair (koregent 956-962) [brat]
- Conn mac Conchobair (koregent 956-962) [brat]
- Murchad III Glún re Lár (962-972; abdykował, zmarł 974) [wnuk Flaitbertacha II]
- Domnall III ua Néill (2-gie panowanie 972-980; arcykról Irlandii 956-980)
- Fergal III mac Domnaill meic Conaing (980-989; abdykował, zmarł 1001) [prawnuk Nialla III]
- Áed V mac Domnaill Ua Néill (989-1004) [syn Domnalla III]
- Flaithbertach V Ua Néill (1004-1030; abdykował) [bratanek]
- Áed VI Atlamam (1030-1032, abdykował, zmarł 1033) [syn]
- Flaitbertach V (2-gie panowanie 1032-1036)
- Niall IV mac Máel Sechnaill (1036-1061) [praprawnuk Domnalla II]
- Artgar mac Lochlainn (1061-1064) [brat]
- Áed VII Ua hUalgairg (1064-1067) [potomek Ualgarga, wnuka Nialla II]
- Domnall IV mac Néill (1067-1068) [syn Nialla IV]
- Áed VIII mac Néill (1068-1083) [brat]
- Donnchad mac Néill (1083) [brat]
- Domnall V Ua Lochlainn (1083-1121; arcykról Irlandii od 1119) [syn Artgara]
- Conchobar I mac Domnaill (1121-1128; usunięty) [syn]
- Magnus Ua Lochlainn (1128-1129) [stryj]
- Conchobar I mac Domnaill (2. panowanie 1129-1136)
- Muirchertach III Mac Lochlainn (1136-1143; usunięty; arcykról Irlandii 1156-1166) [wnuk Domnalla V]
- Domnall VI Ua Gairmledaig (1143-1145; usunięty, zmarł 1160)
- Muirchertach III Mac Lochlainn (2. panowanie 1145-1166; arcykról Irlandii 1156-1166)
- Conchobar II mac Muirchertaig (1166-1167; usunięty) [syn]
- Niall V mac Muirchertaig (1167; usunięty) [brat]
- Conchobar II mac Muirchertaig (2. panowanie 1167-1170)
- Áed IX In Macáem Tóinlesc (koregent 1167-1177) [w 6. stopniu potomek Áeda VI]
- Niall V mac Muirchertaig (2. panowanie 1170-1176)
- Máel Sechlainn mac Muirchertaig (1177-1185) [brat]

## Królowie po roku 1185
- Domnall VII mac Áeda Mac Lochlainn (1185-1186; usunięty) [wnuk Conchobara I]
- Ruaidrí Ua Flaithbertaig (1186-1187)
- Domnall VII mac Áedo (2. panowanie 1187-1188)
- Muirchertach IV mac Muirchertaig (1188-1196) [syn Muirchertacha III]
- Áed X Méith (1196-1201; usunięty) [syn Áeda IX]
- Conchobar III Bec (1201) [syn Conchobara II]
- Áed X Méith (2. panowanie 1201-1230)
- Domnall VIII mac Muirchertaig (1230; usunięty) [syn Muirchertacha IV]
- Domnall IX Óg (Młodszy) (1230-1234) [syn Áeda X]
- Domnall VIII mac Muirchertaig (2. panowanie 1234-1241)
- Brian I mac Néill Ruaid Ó Neill (1238-1260; arcykról Irlandii 1258-1260) [wnuk Áeda IX]
- Áed XI Buide (1260-1261; usunięty, zmarł 1283; ostatni z tytułem króla Ailechu) [syn Domnalla IX]
- Królowie Tír Eógain we wschodniej części Ailechu 1185-1607